# Cesare Lombroso
Ezechia Marco Lombroso (Verona, 6 de noviembre de 1835-Turín, 19 de octubre de 1909), conocido con el pseudónimo Cesare Lombroso, fue un criminólogo y médico italiano, fundador de la escuela de criminología positivista, conocida en su tiempo también como la Nueva Escuela (Nuova Scuola).

## Biografía
Lombroso nació en Verona, en aquel entonces perteneciente al Imperio Austriaco, el 6 de noviembre de 1835 en el seno de una rica familia judía. Hijo de Aarón Lombroso, en 1850 publicó Sàggio di studi sulla Repubblica Romana, en donde redacta y contrasta la sociedad italiana de su época y la de la civilización romana. En 1852 se inscribió en la facultad de medicina de la Universidad de Pavía, donde se graduó en 1858. Su tesis trató del cretinismo endémico. Al poco tiempo participó en campañas contra la pelagra en Lombardía, contribuyendo con la educación de los campesinos pobres. En 1866 fue nombrado profesor extraordinario en la Universidad de Pavía y en 1871 asumió la dirección del manicomio de Pésaro. En 1871 fue nombrado profesor de medicina legal en la Universidad de Turín, ciudad en la cual fundó la disciplina de la antropología criminal.
Casado en 1870 con Nina De Benedetti, tuvo cinco hijos; la segunda de ellos, Gina Lombroso Ferrero, escribió su biografía.
Falleció el 19 de octubre de 1909 en Turín mientras dormía, a pocos días de cumplir 74 años.

## Las teorías de Lombroso sobre el delincuente
Lombroso buscó los orígenes biológicos del crimen y planteó que las causas de la criminalidad están relacionadas con la forma, causas físicas y biológicas. Sus explicaciones se centraban en la biología, esto es, en todo rasgo que permitiera discernir biológicamente la figura del criminal de los que él consideraba “normales”.
El descubrimiento más importante de este psiquiatra fue la cavidad del cráneo de Giuseppe Villella, un famoso ladrón y pirómano de Calabria (región italiana) durante la realización de su autopsia, una cavidad pequeña situada en la parte occipital, donde debería haber una cresta.
Un aspecto particularmente difundido de la obra de Lombroso es la concepción del delito como resultado de tendencias innatas, de orden genético, observables en ciertos rasgos físicos o fisonómicos de los delincuentes habituales (asimetrías craneales, determinadas formas de mandíbula, orejas, arcos superciliares, etc.). Sin embargo, en sus obras se mencionan también como factores criminógenos el clima, la orografía, el grado de civilización, la densidad de población, la alimentación, el alcoholismo, la instrucción, la posición económica y hasta la religión.
Un rasgo llamativo en su obra es la crudeza con que expone algunas de sus conclusiones, que resulta aún más chocante a la luz de las ideas que predominan en la criminología tras el ocaso de la escuela positivista. Esta crudeza puede deberse a la tendencia positivista a despojar al discurso científico de toda otra consideración aparte de la mera descripción de la realidad, eludiendo juicios morales o sentimentales.
Por ejemplo, refiriéndose a lo que él llama la terapia del delito, dice:
"En realidad, para los criminales natos adultos no hay muchos remedios: es necesario o bien secuestrarlos para siempre, en los casos de los incorregibles, o suprimirlos, cuando su incorregibilidad los torna demasiado peligrosos"
Otro rasgo característico de la obra de Lombroso es la precariedad de su método científico, frecuentemente de la observación empírica, a veces sobre la población, y de relaciones de causalidad escasamente fundadas. Por ejemplo, de la comparación entre la temperatura anual media en las distintas provincias de Italia y el índice de homicidios en cada una de ellas concluye Lombroso que el calor favorece este tipo de delitos.
La posición según la cual los delitos son producto de estos diversos factores determinantes, lleva lógicamente a bregar por un código penal que los prevea y ajuste las condenas a la existencia de esos mismos factores, dejando de lado las preocupaciones de la llamada dogmática penal. La pena tiene como objetivo según Lombroso la defensa social, entendida como neutralización del peligro que para la sociedad representan ciertos individuos que no pueden dominar sus tendencias criminales. Al mismo tiempo, tiene el fin de intentar una readaptación en los casos en que fuera posible. 
La concepción de Lombroso torna irrelevante el estudio de la imputabilidad del sujeto, puesto que –según se deriva lógicamente de sus postulados– todos los criminales son inimputables, y cuanto menor sea su responsabilidad, mayor es su peligrosidad. Esta idea se opone agudamente a las concepciones más frecuentes entre abogados y juristas, a quienes Lombroso criticó, sosteniendo que pretendían aminorar la pena precisamente para los individuos más peligrosos.

### Construcción de la tipificación delincuencial
En la tipología expresa de Lombroso podemos distinguir:
- Criminal nato: el delincuente no es el hombre común, le definen determinadas características morfológicas y psíquicas. Algunas de ellas son: menor capacidad craneal, gran impulsividad, insensibilidad moral, frente hundida, etc. Data en la infancia o pubertad.

- Delincuente loco moral: algunas de sus características son: habitualmente se encuentran en cárceles o prostíbulos, el cráneo no suele diferenciarse del de personas normales, son antipáticos, suele justificar los delitos (por lo que se le considera inteligente), etc. Podemos observarlo en la infancia o pubertad.

- Delincuente epiléptico: Son personas con reacciones muy violentas que sienten tranquilidad de forma posterior a la comisión del hecho criminal y que no parecen tener remordimientos.

- Delincuente loco. El autor diferencia entre:

1. Loco delincuente, son personas con enfermedades mentales que no tienen capacidad volitiva.
2. Delincuente loco, persona que enloquece posteriormente al delito.

En este mismo tipo hace otra diferenciación entre:
1. Delincuente alcohólico: el alcohol convierte el cerebro sano y anula los sentimientos nobles.
2. Delincuente histérico: se observa menos en hombres, y se caracterizan por un carácter egoísta y cambiante, se guían por la venganza, sufren delirios, alucinaciones, etc.

- El delincuente pasional. Son personas de entre 20 y 30, muy afectuosas, que suelen actuar por impulsos y pasiones nobles. Posterior al delito suelen sufrir una conmoción y los objetos del delito pueden ser: pasión política, duelo e infanticidio.

- El delincuente mattoide. Mattoide proviene de “matto” cuyo significado es loco, mattoide se refiere a que la persona esta casi loca. Algunas características son: no suelen darse entre jóvenes ni mujeres, los crímenes se mueven por impulsividad y en público, suele observarse bastante vanidad…

- Delincuente ocasional: Lombroso los distingue en tres subgrupos:

1. Delincuentes pseudo-criminales: los delitos no producen daño social pero siguen considerándose hecho criminal frente a la ley y suelen ser personas que cometen delitos de forma involuntaria.
2. Criminaloides. Personas que aprovechan la ocasión para cometer el hecho criminal.
3. Delincuentes habituales: se adaptan desde muy temprano a la comisión de delitos.[8]

## Obras
Sus obras originales en italiano son:
- 1859  Ricerche sul cretinismo in Lombardia
- 1864  Genio e follia
- 1865  Studi clinici sulle malattie mentali
- 1871  L'uomo bianco e l'uomo di colore
- 1873  Sulla microcefala e sul cretinismo con applicazione alla medicina legale
- 1876  L'uomo delinquente
- 1879  Considerazioni al processo Passannante
- 1881  L'amore nel suicidio e nel delitto
- 1888  L'uomo di genio in rapporto alla psichiatria
- 1890  Sulla medicina legale del cadavere
- 1891  Palimsesti del carcere
- 1892  Trattato della pellagra
- 1893 La Donna Delinquente: La prostituta e la donna normale [La mujer normal, la criminal y la prostituta, Medellín, Epistemonauta, 2021. Traducción y presentación de Rodrigo Zapata Cano (ISBN: 978-958-49-2210-6].
- 1894  Le più recenti scoperte ed applicazioni della psichiatria ed antropologia criminale
- 1894  Gli anarchici
- 1894  L'antisemitismo e le scienze moderne
- 1897  Genio e degenerazione
- 1898  Les Conquêtes récentes de la psychiatrie
- 1899  Le crime; causes et remédes
- 1900  Lezioni de medicina legale
- 1902  Delitti vecchi e delitti nuovi
- 1909  Ricerche sui fenomeni ipnotici e spiritici

En 1906, una colección de documentos sobre Lombroso fue publicada en Turín como L'opera di Cesare Lombroso nella scienza e nelle sue applicazioni.